# Margarida de França

Escudo de Armas da Dinastia dos Capetos.

Margarida de França (em francês: Marguerite; 1157 — Acre, após 10 de setembro de 1197) foi uma princesa francesa esposa do príncipe inglês Henrique, o Jovem. Após sua morte, se tornou rainha da Hungria e Croácia por casamento com Bela III da Hungria. Ela foi a filha mais velha de Luís VII de França com sua segunda esposa Constança de Castela. 

## Família
Seus avós maternos foram Afonso VII de Leão e Castela e Berengária de Barcelona. Berengária era filha de Raimundo Berengário III de Barcelona, conde de Barcelona com sua terceira esposa, Dulce I da Provença.
Margarida era a meia-irmã mais nova de Maria Capeto e Alice de França, sendo a irmã mais velha de Adela de França, condessa do Vexin. 
Constança morreu ao dar à luz Adela em 4 de outubro de 1160. Margarida e Adela eram meias-irmãs mais velhas de Filipe II de França e Inês de França.

## Biografia
Em 2 de novembro de 1160, na cidade de Neubourg, na Normandia, fica comprometida para casar com o então ainda príncipe Henrique, futuro rei Henrique da Inglaterra, filho mais velho e herdeiro do rei Henrique II de Inglaterra. Este casamento da princesa fazia parte do estratégico condado de Vexin, situado entre a Normandia e Paris.
Henrique e Margarida casam formalmente na Catedral de Winchester, em 27 de agosto 1172. O seu único filho, Guilherme, nasceu prematuramente em Paris em 19 de junho de 1177, e morreu três dias depois, em 22 de junho. A dificuldade do trabalho de parte teria deixado Margarida incapaz de engravidar novamente.
Em 1182 ela foi acusada de adultério com Guilherme Marshal, 1.º Conde de Pembroke. Actualmente os cronistas duvidam seriamente da veracidade desses fatos. Seu marido Henrique procurou a anulação do casamento sob o disfarce do caso, embora o verdadeiro motivo fosse o facto de a esposa não lhe poder dar um herdeiro. 
Margarida foi enviado para a França, aparentemente para protegê-la durante a Guerra Civil com seu irmão Ricardo. Seu marido, Henrique, iria morrer, vítima de disenteria, 11 de junho de 1183, sem que o processo de anulação do casamento chega-se ao fim.
Depois de acordado receber uma pensão generosa como retorno económico para desistir de seus direitos sobre o Condado de Vexin, Margarida, casa em 1186 com o rei Bela III da Hungria, casamento este que vai durar 10 anos, até a morte do rei em 1196. 
Como rainha consorte da Hungria, Margaret exerceu grande influência sobre o marido, e em 1189 ela foi quem convenceu o marido a libertar seu irmão, o Príncipe Géza, irmão do rei que tinha tentado por várias vezes obter o trono húngaro. 
No momento em que os exércitos de Frederico Barbarossa na Terceira Cruzada chegaram ao reino, surgiu isto como uma possibilidade para o Príncipe Géza acompanhar Frederico Barbarossa, deixando assim a Hungria. Assim, ouvindo o conselho da esposa Bela III autoriza o irmão a marchar com o Sacro Império Romano e 2.000 soldados húngaros na Terceira Cruzada.
Após a morte do rei Bela III em 1196, Margarida,deu então inicio a uma peregrinação à Terra Santa, vindo a morrer na cidade de Acre em 1197, poucos dias depois de la chegar, tendo então 39 anos. De acordo com o cronista Ernoul, foi sepultada na Catedral de Tiro.